# Frederico Guilherme, Duque da Curlândia
Frederico III Guilherme Kettler (Mitau, 19 de julho de 1692 – Kippinghof, 21 de janeiro de 1711) foi Duque da Curlândia e Semigália de 1698 até 1711. Durante o seu reinado, o ducado foi ocupado pela Suécia e, depois, por tropas russas.

## Biografia
Frederico Guilherme nasceu em 19 de julho de 1692 em Mitau, atual Jelgava. Era filho de Frederico Casimiro Kettler, Duque da Curlândia e Semigália e de sua segunda esposa Isabel Sofia de Brandemburgo. Foi educado sob a supervisão de Georg Albrecht Stübner.Aos 7 anos, após a morte de seu pai, foi nomeado Duque da Curlândia e Semigália, sob a regência do tio paterno Fernando Kettler, nomeado seu co-monarca, e da mãe.
Em 1701, quando a Semigália foi ocupada pelos suecos durante a Grande Guerra do Norte, Frederico Guilherme fugiu com sua mãe foi para a corte do tio materno na Prússia. Ele permaneceu na Prússia até 1709, quando da vitória das tropas russas sobre a Suécia.
Em 1710 foi acordado o casamento entre Frederico Guilherme e Ana Ivanovna Romanov, filha do czar Ivã V e sobrinha de Pedro I da Rússia. Frederico Guilherme e Ana se casaram em 11 de novembro do mesmo ano em uma grande cerimônia, na qual os convidados foram entretidos por dois anões que saltavam e dançavam pelas mesas. Pedro concedeu a sobrinha um dote de 200.000 rublos.
Os recém-casados planejavam passar algumas semanas na Rússia antes de seguir para a Curlândia, mas em uma viagem retornando de São Petersburgo, Frederico Guilherme acabou morrendo inesperadamente. A causa da morte é incerta, mas atribui-se pneumonia ou coma alcoólico.
Após a sua morte, o Ducado da Curlândia passou para as mãos da Rússia como uma posse do Império. Houve uma tentativa de independência em 1730, insuflada por Fernando Kettler, mas o ducado novamente voltou a ser uma possessão da Rússia em 1737 sob o governo de Ernesto João de Biron.